# Sara Sugarman
Sara Sugarman (* 13. října 1962) je velšská herečka a režisérka. Narodila se do židovské rodiny v severovelšském městě Rhyl a jako teenager hrála v punkrockové kapele The Fractures. V letech 1986 až 1989 studovala na Royal Academy of Dramatic Art v Londýně. V letech 1992 až 1994 byl jejím manželem herec David Thewlis. Hrála například ve filmech Sid a Nancy (1986), Přímo do pekla (1987) a Mr. Nice (2010). Jako režisérka natočila například snímky Mad Cows (1999) a Vinyl (2012).